# 야마나시정
야마나시정(山梨町)은 시즈오카현 슈치군에 속해있던 정이다.
현재의 후쿠로이시 북동부에 해당한다. 이 항목에서는 정이 되기 전의 명칭인 야마나시촌(山梨村)에 대해서도 설명한다. 

## 역사
- 1889년 4월 1일 - 정촌제 시행에 의해 슈치군 야마나시촌이 성립하였다.
- 1898년 3월 31일 - 야마나시촌이 정으로 승격해 야마나시정이 되었다.
- 1955년 1월 1일 - 우가리촌과 합병해, 새로운 야마나시정이 성립하였다.
- 1963년 1월 1일 - 후쿠로이시에 편입해, 동일 야마나시정은 폐지되었다.

## 교통

### 철도
- 시즈오카 철도
  - 아키하선(1962년 폐역, ※표시는 1942년 폐역)

## 참고문헌
- 「角川日本地名大辞典」編纂委員会『角川日本地名大辞典 22 静岡県』角川書店、1982年